# Perdita Basigheddu
Perdìtta Basigheddu (Nuoro, 1584 – Nuoro?, post 1622) è stata un'inquisita e condannata dal Tribunale del Sant'Uffizio della Sardegna.

## Biografia
Le notizie su Perdìtta Basigheddu (Pedrita Basigueddo o Basiquedo nei documenti dell'Archivo Histórico Nacional di Madrid) sono poche e frammentarie: gli atti originali del suo processo sono andati perduti, e le informazioni su di lei sono contenute nella Relación de las causas pendientes y despachadas dell'anno 1605, e negli atti del secondo processo a carico di Julia Carta, una ragazza di Siligo accusata di stregoneria, che fu compagna di cella della nuorese.
Perdita, nata nel 1584 (in una delle relazioni indica di avere "cuarenta años más o menos") fu inquisita a causa della sua attività di preparazione di unguenti a base di erbe, che le valsero la qualificazione di hechizera y sortílega (fattucchiera e maga). Fu arrestata senza sequestro di beni (segno che era povera), e mantenuta nelle carceri segrete del castello aragonese di Sassari dove venne presumibilmente torturata: confessò infatti tutto ciò di cui era accusata secondo le testimonianze contro di lei, ammettendo di essere idolatra del demonio e avere abbandonato la fede. La confessione fece sì che la nuorese venisse annotata nei documenti come “eretica e apostata formale”, accusa gravissima che indusse gli inquisitori a condannarla alla pena di morte. Le confessioni di Julia Carta, nel suo secondo processo, non dovettero giovare alla causa: la silighese disse che il diavolo in persona le aveva offerto la sua protezione, così come aveva già fatto con Perdita, che senza di lui sarebbe morta in carcere.
Perdita e la sua compagna ebbero comunque una sorta di trattamento di favore in carcere: l'alcalde (il direttore della prigione) concesse infatti loro di stare nella sua casa, in cambio del loro servizio nel distribuire i pasti ai prigionieri regolari. 
Perdita fu anche costretta a curare la gamba di Gregorio, un servo dell'inquisitore Martin de Ocio y Vecila, con gli stessi unguenti per i quali era stata imprigionata. Per delle ragioni che non emergono dai documenti, la condanna della donna fu alleggerita: fu riconciliata con la Chiesa il 23 ottobre del 1605, pur mantenendo la condanna del carcere a vita e del sambenito (il sacco dei penitenti) perpetuo. Tale condanna fu ulteriormente scontata, in quanto in un atto notarile del 1611, la si trova residente a Cagliari e sposata. 
Nel 1622, incaricò il maestro campanaro cagliaritano Giovanni Pira per la realizzazione di una campana della chiesa della Madonna della Solitudine a Nuoro.
La data e il luogo di morte sono tuttora sconosciute.